# Karl-Ivar Andersson
Karl-Ivar Andersson, född 10 januari 1932 i Gryteryds församling, är en svensk före detta tävlingscyklist.
Andersson representerade Sverige vid OS i Melbourne 1956, där han slutade på 17:e plats i landsvägsloppet. Han ingick också i det svenska lag som kom femma i tävlingen, tillsammans med Lasse Nordvall och Roland Ströhm. Fjärde svensk i loppet var Gunnar Göransson.
På klubbnivå tävlade Andersson för Burseryds IF.